# Mieczysław Sołtys

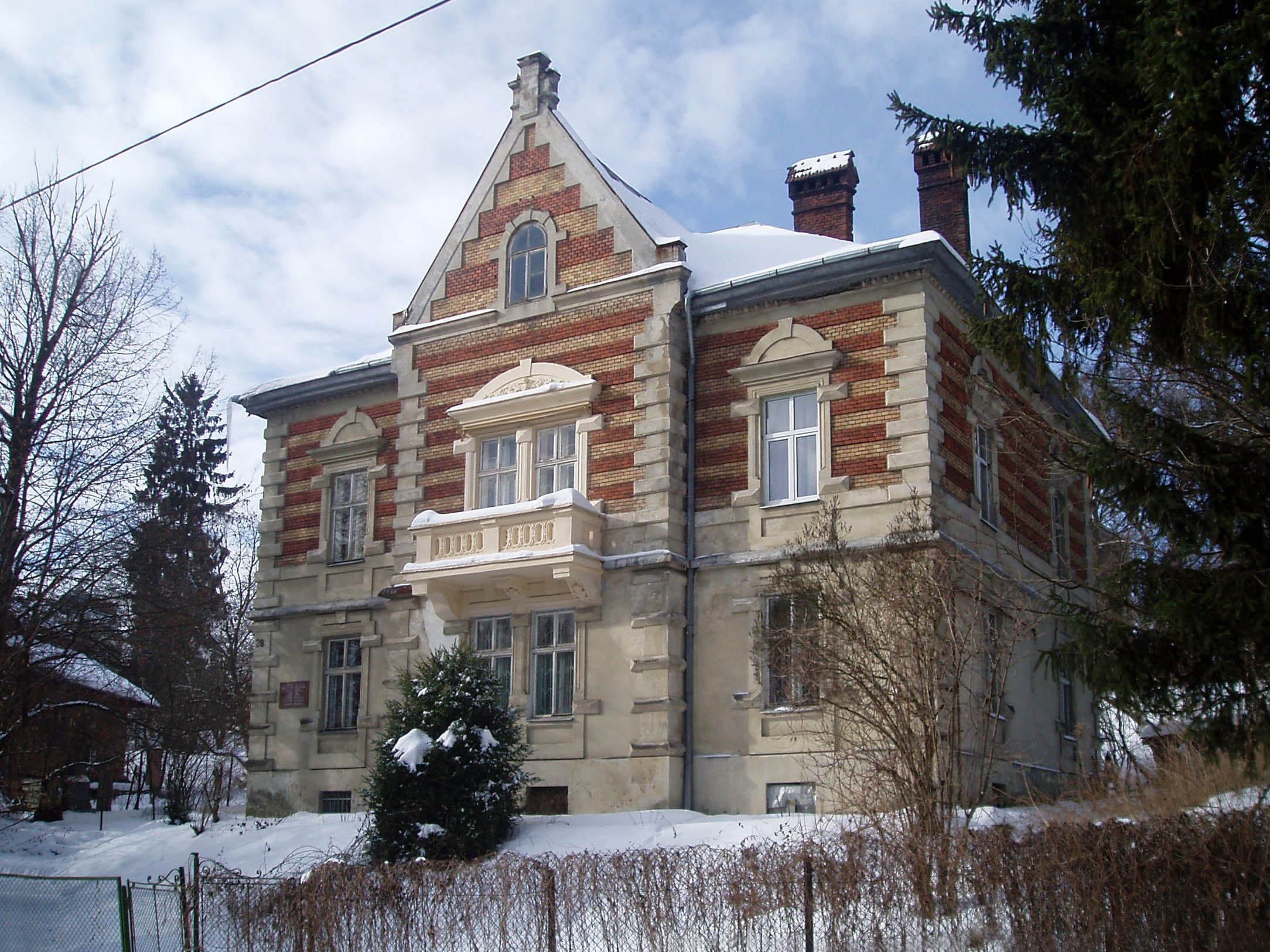
Dom Mieczysława i Adama Sołtysów przy ul. Samczuka 28 (dawna ul. Poniatowskiego) we Lwowie

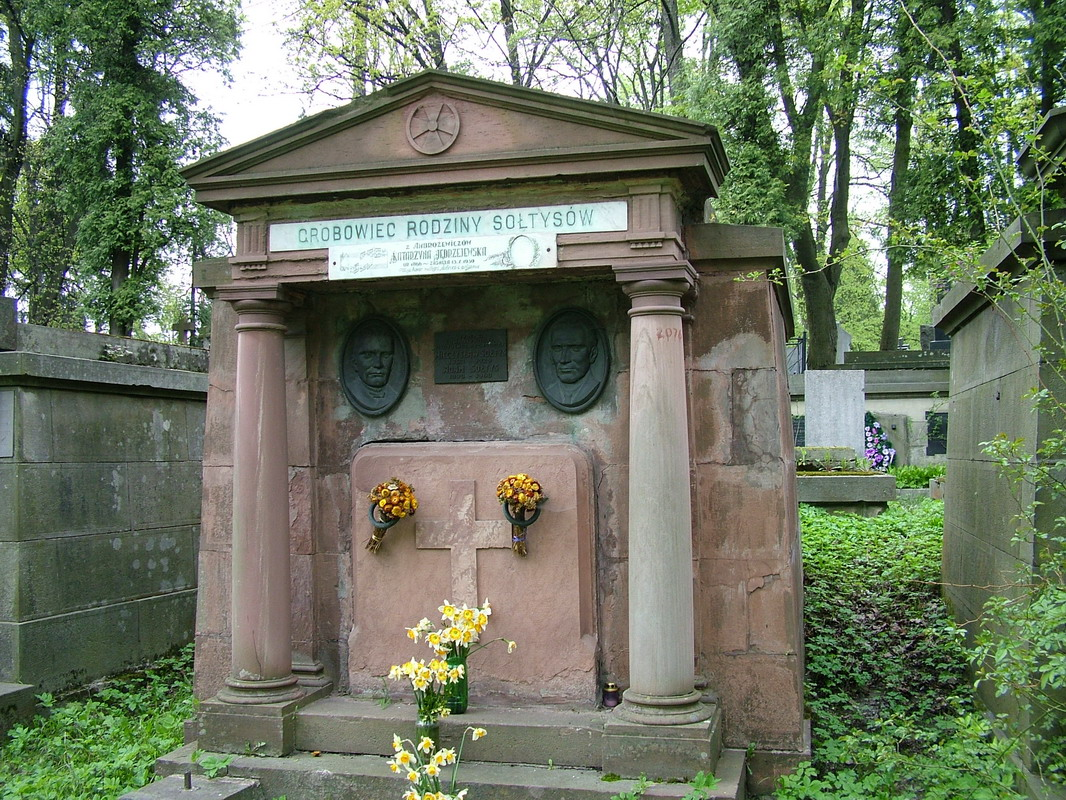
Grobowiec Mieczysława i Adama Sołtysów na Cmentarzu Łyczakowskim

Mieczysław Sołtys (ur. 7 lutego 1863 we Lwowie, zm. 11 listopada 1929 tamże) – polski kompozytor, dyrygent, pedagog i organizator życia muzycznego.

## Życiorys
Urodził się w rodzinie Józefa (1836–1887), urzędnika, i Michaliny z Łyczkowskich (1836–1915). Po ukończeniu szkoły ludowej i gimnazjum, od 1881 kształcił się pod kierunkiem Karola Mikulego w Konserwatorium Galicyjskiego Towarzystwa Muzycznego we Lwowie. Równolegle studiował na Wydziale Filozoficznym Uniwersytetu Lwowskiego. Kontynuował studia od 1887 w Konservatorium der Gesellschaft für Musikfreundew Wiedniu (kompozycja), następnie w Paryżu (kontrapunkt i muzyka organowa w szkole Eugène Gigout). Wrócił do Lwowa w 1891 i został profesorem, a od 1899 dyrektorem Konserwatorium Galicyjskiego Towarzystwa Muzycznego we Lwowie (przemianowanego po odzyskaniu przez Polskę niepodległości na „Polskie Towarzystwo Muzyczne we Lwowie”) i dyrektorem artystycznym Towarzystwa. Należał do Polskiego Towarzystwa Ludoznawczego. Uczył gry na fortepianie oraz przedmiotów teoretycznych. Był także krytykiem muzycznym i redaktorem Wiadomości Artystycznych (1897–1899). Był główną postacią życia muzycznego Lwowa.
Jego twórczość obejmuje niemal wszystkie gatunki i formy, przede wszystkim jednak muzykę dramatyczną, w tym opery:
- komiczne (Rzeczpospolita Babińska i Panie Kochanku),
- romantyczne (Jezioro Dusza oraz Maria albo Opowieść kresowa według Marii Malczewskiego) oraz
- dramat muzyczny Nieboska komedia według Krasińskiego.

Wystawiono je m.in. na scenie Teatru Wielkiego we Lwowie.
Spośród utworów orkiestrowych najważniejsze jego dzieła to:
- Symfonia b-moll
- poematy symfoniczne
- Koncert fortepianowy c-moll

Skomponował także oratoria:
- Śluby Jana Kazimierza (1895)
- Królowa Korony Polskiej (1904)
- misterium dramatyczne Var sacrum o życiu św. Franciszka z Asyżu (1929)

Był dwukrotnie żonaty. Po raz pierwszy (od 1887) z Marią Józefą z Morawieckich (1860–1899), pianistką, z którą miał córkę Marię (1888–1918) oraz syna Adama, po raz drugi (od 1901) z Marią Wiktorią z Bibułowiczów (primo voto Jaszek). Drugie małżeństwo było bezdzietne. 
Został pochowany na Cmentarzu Łyczakowskim (kwatera 72-169).

## Ordery i odznaczenia
- Krzyż Komandorski Orderu Odrodzenia Polski (27 listopada 1929)[4]
- Order Franciszka Józefa (Austro-Węgry, 1908)[5]